# Gran Premi de Txecoslovàquia de Motocròs 250cc
|  | Per a altres significats, vegeu «Gran Premi de Txecoslovàquia de Motocròs». |

El Gran Premi de Txecoslovàquia de Motocròs en la cilindrada de 250cc (en txec, Velká Cena ČSSR Motocross 250 ccm), abreujat GP de Txecoslovàquia de 250cc, fou una prova internacional de motocròs que es va celebrar anualment a l'antiga Txecoslovàquia entre el 1958 i el 1991, és a dir, des de la segona edició del Campionat d'Europa fins a un any abans de la dissolució de Txecoslovàquia. Un cop consumada la dissolució d'aquest antic estat, el Gran Premi es va reprendre el 1994 amb el nom de Gran Premi de la República Txeca i es va seguir convocant així fins al final d'aquest campionat, el 2003 (el 2004, la històrica categoria dels 250cc fou reconvertida a la nova MX1, actual MXGP). A banda, el 2000 se celebrà també un Gran Premi d'Eslovàquia de 250cc (concretament, el 25 de juny a Lučenec).
Durant les cinc primeres edicions, el GP de Txecoslovàquia es disputà al circuit anomenat Praga-Šárka (dins la reserva natural de Divoká Šárka, al nord-oest de Praga), un dels mes ben valorats de l'època. En uns moments en què el motocròs gaudia de gran popularitat al país, el Gran Premi era, juntament amb el de l'URSS, un dels més multitudinaris dels que es disputaven als països del teló d'acer. Sovint, assolia xifres de 70.000 – 80.000 espectadors. El 1963, l'esdeveniment canvià el seu emplaçament per Holice, on s'arribà a disputar un total de 19 edicions. Cap al final de la seva història, el Gran Premi es tornà a traslladar, aquest cop a Dalečín, un circuit que havia hostatjat durant anys el GP de Txecoslovàquia de 125cc.

## Edicions
| Població                     | Regió     | Regió històrica | País       | Data usual | De   | A    | Edicions |
| ---------------------------- | --------- | --------------- | ---------- | ---------- | ---- | ---- | -------- |
| Praga-Šárka                  | Praga     | Bohèmia         | Txèquia    | Al maig    | 1958 | 1962 | 5        |
| Holice                       | Pardubice | Bohèmia         | Txèquia    | Al maig    | 1963 | 1988 | 19       |
| Sverepec (Považská Bystrica) | Trenčín   | Trenčín         | Eslovàquia | Al maig    | 1986 | 1989 | 2        |
| Dalečín                      | Vysočina  | Moràvia         | Txèquia    | Al maig    | 1987 | 1991 | 3        |
| Total                        | 4         |                 |            |            |      |      | 29       |

## Palmarès
Font:
| Edició | Any  | Lloc                     | Data            | Guanyador          | Guanyador     |
| ------ | ---- | ------------------------ | --------------- | ------------------ | ------------- |
| I      | 1958 | Praga-Šárka              | 7-8 de juny     | Jaromír Čížek      | Jawa          |
| II     | 1959 | Praga-Šárka              | 23-24 de maig   | Jaromír Čížek      | Jawa          |
| III    | 1960 | Praga-Šárka              | 21-22 de maig   | Miloslav Souček    | ESO           |
| IV     | 1961 | Praga-Šárka              | 20-21 de maig   | Jeff Smith         | BSA           |
| V      | 1962 | Praga-Šárka              | 19-20 de maig   | Vlastimil Válek    | ČZ            |
|        |      |                          |                 |                    |               |
| VI     | 1963 | Holice                   | 26-27 de juliol | Vlastimil Válek    | ČZ            |
| VII    | 1964 | Holice                   | 9-10 de maig    | Joël Robert        | ČZ            |
| VIII   | 1965 | Holice                   | 8-9 de maig     | Vlastimil Válek    | Jawa          |
| IX     | 1966 | Holice                   | 7-8 de maig     | Torsten Hallman    | Husqvarna     |
|        | 1967 | No es disputà            | No es disputà   | No es disputà      | No es disputà |
| X      | 1968 | Holice                   | 4-5 de maig     | Håkan Andersson    | Husqvarna     |
| XI     | 1969 | Holice                   | 3-4 de maig     | Sylvain Geboers    | ČZ            |
|        |      | 1970-1971: No es disputà |                 |                    |               |
| XII    | 1972 | Holice                   | 13-14 de maig   | Vladimir Kavinov   | ČZ            |
|        | 1973 | No es disputà            | No es disputà   | No es disputà      | No es disputà |
| XIII   | 1974 | Holice                   | 4-5 de maig     | Miroslav Halm      | ČZ            |
| XIV    | 1975 | Holice                   | 2-3 de maig     | Willy Bauer        | Suzuki        |
| XV     | 1976 | Holice                   | 1-2 de maig     | Thorleif Hansen    | Kawasaki      |
| XVI    | 1977 | Holice                   | 29-30 d'abril   | Antonín Baborovský | ČZ            |
| XVII   | 1978 | Holice                   | 20-21 de maig   | Thorleif Hansen    | Kawasaki      |
| XVIII  | 1979 | Holice                   | 26-27 de maig   | Håkan Carlqvist    | Husqvarna     |
| XIX    | 1980 | Holice                   | 10-11 de maig   | Raymond Boven      | Husqvarna     |
| XX     | 1981 | Holice                   | 23-24 de maig   | Georges Jobé       | Suzuki        |
| XXI    | 1982 | Holice                   | 15-16 de maig   | Rolf Dieffenbach   | Honda         |
|        | 1983 | No es disputà            | No es disputà   | No es disputà      | No es disputà |
| XXII   | 1984 | Holice                   | 12-13 de maig   | Heinz Kinigadner   | KTM           |
| XXIII  | 1985 | Holice                   | 18-19 de maig   | Heinz Kinigadner   | KTM           |
|        |      |                          |                 |                    |               |
| XXIV   | 1986 | Sverepec                 | 24-25 de maig   | Jeremy Whatley     | Cagiva        |
| XXV    | 1987 | Dalečín                  | 30-31 de maig   | Eric Geboers       | Honda         |
| XXVI   | 1988 | Holice                   | 14-15 de maig   | Roland Diepold     | Kawasaki      |
| XXVII  | 1989 | Sverepec                 | 27-28 de maig   | Jean-Michel Bayle  | Honda         |
|        |      |                          |                 |                    |               |
| XXVIII | 1990 | Dalečín                  | 26-27 de maig   | Dave Strijbos      | Kawasaki      |
| XXIX   | 1991 | Dalečín                  | 27-28 d'abril   | Alessandro Puzar   | Suzuki        |

## Estadístiques
S'han considerat tots els resultats compresos entre el 1958 i el 1991.

### Guanyadors múltiples
| Pilot            | Victòries |
| ---------------- | --------- |
| Vlastimil Válek  | 3         |
| Jaromír Čížek    | 2         |
| Håkan Andersson  | 2         |
| Thorleif Hansen  | 2         |
| Heinz Kinigadner | 2         |

### Victòries per país
| País           | Victòries |    |
| -------------- | --------- | -- |
| Txecoslovàquia | 8         |    |
| Suècia         | 5         |    |
| Bèlgica        | 5         |    |
| RFA            | 3         |    |
| Regne Unit     | 2         |    |
| Àustria        | 2         |    |
| Unió Soviètica | 1         |    |
| Països Baixos  | 1         |    |
| Itàlia         | 1         |    |
| França         | 1         |    |
| Total          | 1         | 29 |

### Victòries per marca
| Marca     | Victòries |
| --------- | --------- |
| ČZ        | 7         |
| Husqvarna | 4         |
| Kawasaki  | 4         |
| Jawa      | 3         |
| Suzuki    | 3         |
| Honda     | 3         |
| KTM       | 2         |
| ESO       | 1         |
| BSA       | 1         |
| Cagiva    | 1         |
| Total     | 29        |